# Haji Wright
Haji Amir Wright (ur. 27 marca 1998 w Los Angeles) – amerykański piłkarz pochodzenia liberyjskiego i ghańskiego występujący na pozycji napastnika, reprezentant Stanów Zjednoczonych, od 2023 roku zawodnik angielskiego Coventry City.